# プロレス結社魔界倶楽部

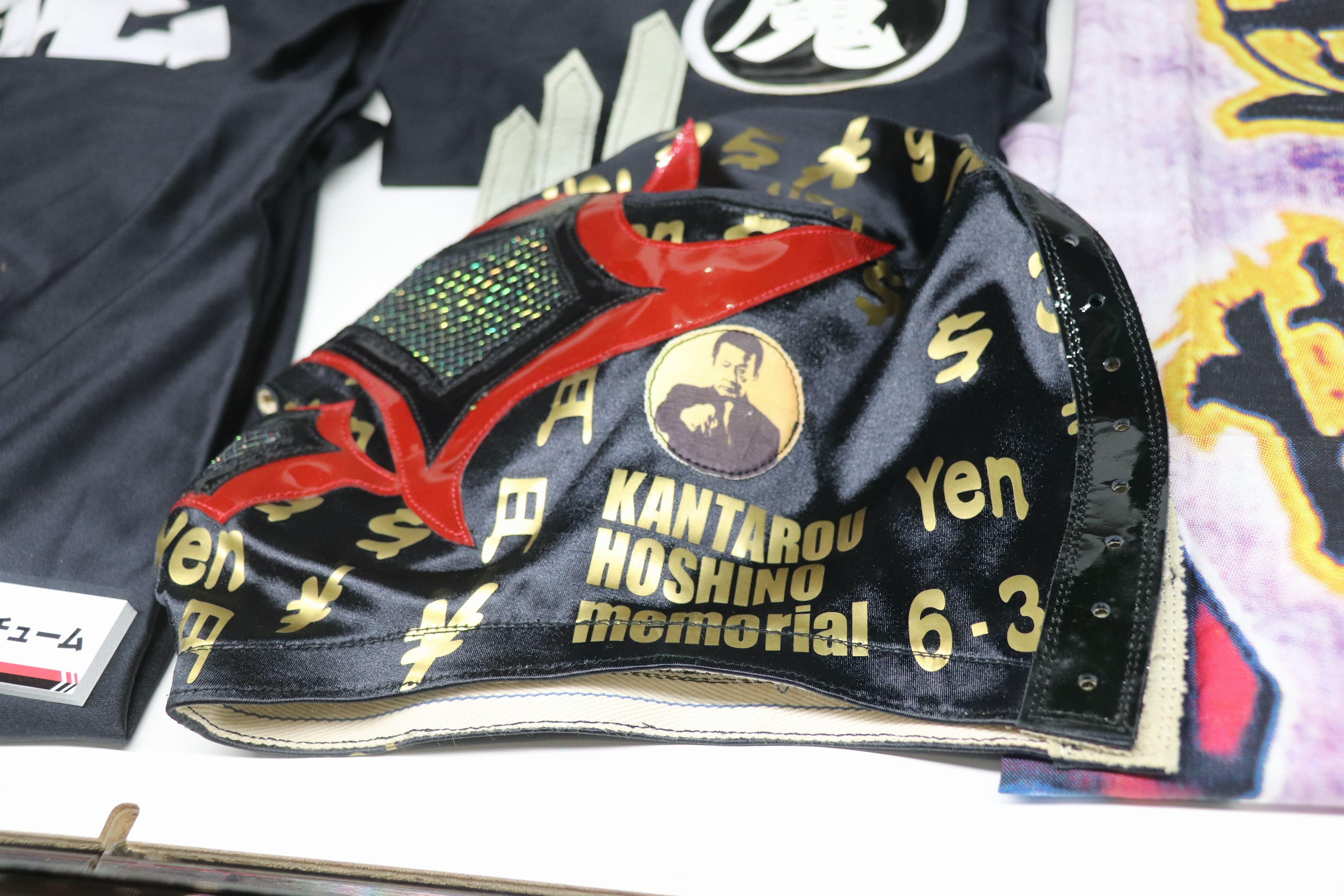
東京・東京ドームシティ「シンニチイズム」展示品　魔界倶楽部マスク

プロレス結社魔界倶楽部（プロレスけっしゃまかいくらぶ）は、かつて新日本プロレスで活動していたヒールユニットである。
略称は魔界倶楽部（まかいくらぶ）。

## 概要
アントニオ猪木を神とあがめて自分たちこそ真の闘魂継承を謳う星野勘太郎を総裁として「安田忠夫親衛隊」、「アントニオ猪木近衛軍団」を名乗るヒールユニットとして新日本プロレスを席巻した。星野総裁の決めゼリフでもある「ビッシビシ行くからな!」はプロレス流行語大賞を受賞している。
原点は1980年代に一世風靡したマシン軍団を模倣している。
2002年8月8日、新日本プロレス広島グリーンアリーナ大会で初登場を果たす。
2003年、全日本女子プロレスにも勢力を拡大して小畑千代を総裁とした魔界魔女軍団（まかいまじょぐんだん）を結成。
2004年9月、魔界女子軍団の活動休止。
2010年11月25日、星野がかつて活動していたタッグチーム「ヤマハ・ブラザーズ」のタッグパートナーの山本小鉄の後を追う形で死去した。
2011年9月19日、新日本プロレス神戸ワールド記念ホール大会で「星野勘太郎メモリアルマッチ」を実施し魔界1号と魔界28号が登場し、28号が金本浩二と対戦、試合終了後に金本が星野の意思を引き継ぐことを宣言して魔界のマスクを被って1号と28号と共にリングを後にした。
2021年4月16日、ドラディション・後楽園ホール大会で行われた長井満也デビュー30周年記念試合にて長井、村上和成、魔界2号の3名で魔界倶楽部を一時復活させた。試合後には柴田勝頼のビデオメッセージが流れ、長井は星野総裁の遺影を抱え挨拶している。

## メンバー
2002年から2004年の活動期を「第1期」、2006年の再結成後を「第2期」と仮称する。
総裁
- 星野勘太郎

第1期
- 安田忠夫
- 村上和成
- 柳澤龍志
- ケン・シャムロック
- ボブ・サップ
- 魔界1号
- 魔界2号
- 魔界3号
- 魔界4号
- 魔界5号

4号と5号はタッグチーム「破悧魔王'Z（はりまおうず）」として活動していた。入場曲は快傑ハリマオ。
- 大魔人
- ジャイアント・魔神
- ニュー・ストロング・魔神
- スーパー・ストロング・魔神（魔界1号）
- 魔界18号
- 魔界名誉21号&22号
- 魔界69号

魔界倶楽部結成1周年記念パーティ（2003年8月8日、ソシア21）で自作マスクをかぶって総裁に直訴したJ SPORTSの番組「新日本プロレスS.X.W」のADの黒萩。
- スズキくん

シアトル出身で6人兄弟の末っ子。長井の友人でもある。総合格闘技に精通し、正体は不明だが背格好が熱心に魔界倶楽部へ勧誘していた成瀬昌由にそっくりであった。選手として試合に参加したことはないが、試合のセコンド、柴田対天田ヒロミ戦で柴田のセコンド、武蔵戦の練習に参加した。
- この他、名前は不明だがヒロ斎藤、後藤達俊とされる選手が、魔界倶楽部のマスクを被ったこともあった。メンバーの勧誘にも積極的で、成瀬、エル・サムライ、吉江豊などにも魔界倶楽部のマスクを手渡そうとしていた。

第2期
- 魔界2号
- 魔界3号
- 魔界5号
- 魔界11号
- 魔界12号
- 魔界13号
- 魔界14号
- 魔界15号
- 魔界20号
- 魔界21号
- 魔界レイ・コブラ
- 魔界レイ・コブラ3号
- 魔界マスクド・ハリケーン

体型や飛び方がグラン浜田と全く同じなためか、正体は浜田と推測されている。マスカラ・コントラ・マスカラ（敗者マスク剥ぎマッチ）で敗北したがマスクを脱がなかった。
- 魔界マスクド・カナディアン - 元祖マスクド・カナディアンのロディ・パイパーとは別人と思われる（本間朋晃）。
- 魔界ヒート

以前、新日本プロレスで活動していたヒート（新日本プロレスとゲーム会社の提携で作られたキャラクター）のヒール版。
- 魔界マスクド・デビロック（筑前りょう太）

棚橋弘至がかつて扮した「マスクド・デビロック」の模倣。棚橋よりも切れ味の鋭いスリングブレイド（棚橋の得意技）を使うのが特徴。
- ビッグバン・ベイダー

石狩太一へのパワーボムを失敗するなど、コンディションが往年に比べ悪かった。
星野勘太郎メモリアルマッチ
- 魔界28号（2011年9月19日、神戸で金本浩二と対戦[3]）

共闘、協力者
- VOODOO-MURDERS
- 蝶野正洋
- 中西学
- 獣神サンダー・ライガー
- 邪道
- 外道
- 田中稔
- スコット・ノートン
- ジョーニー・ローラー - 正式なメンバーではなかったが結託したこともあった。写真にも収まりボーズをとっている。

その他
- 魔界16号と魔界17号は存在しない。魔界18号は、横浜ベイスターズの三浦大輔がそのまま受け継いだ。

### 魔界魔女軍団
総裁
- 小畑千代

第1期
- アメージング・コング
- 魔界魔女1号
- 魔界魔女2号
- 魔界魔女3号

## 入場テーマ曲
- Blade（theme from BladeII）
- BATTLE WITHOUT HONOR OR HUMANITY